# Caterina di Heilbronn
Caterina di Heilbronn o La prova del fuoco (Das Käthchen von Heilbronn oder Die Feuerprobe) è un «grande dramma storico-cavalleresco» in cinque atti di Heinrich von Kleist. La prima rappresentazione si tenne a Vienna il 17 marzo 1810 al Theater an der Wien. L'azione si svolge in Svevia nel Medioevo.

## Genesi
Lo stesso Kleist definì la sua opera un'«eccellente invenzione».
Sono pochissimi i riferimenti alla storia delle sue origini che si possono trovare nelle lettere di von Kleist o che il ricercatore Helmut Sembdner ha raccolto nel suo Heinrich von Kleists Lebensspuren.
Non esistono fonti storiche, solo discutibili speculazioni senza alcun valore probatorio.
Il germanista Dirk Grathoff (†2000) ha rintracciato tre filoni di influenza dai numerosi studi letterari sulle fonti dell'opera:
1. genere storico (il dramma del Cavaliere);
2. orale (fiabe, poesia popolare);
3. motivo letterario (doppio sogno in Christoph Martin Wieland).[4]

Grathoff conclude: «Per ironia della sorte, si potrebbe dire che quasi tutta la letteratura mondiale è stata richiamata per stabilire riferimenti al materiale o ai motivi di Caterina».
La tradizione più antica di una cosiddetta Ur-Käthchen (Eduard von Bülow, 1848) non nomina una donna di Heilbronn ma Julie Kunze di Dresda, che von Kleist incontrò in casa di Christian Gottfried Körner, amico di Schiller.
Sebbene l'opera abbia riferimenti storici, nel corso degli anni gli storici locali hanno cercato di trovare un modello per l'eroina del titolo.
Un possibile modello di Caterina è stata considerata Lisette Kornacher (1773–1858), una paziente del dottor Eberhard Gmelin che lavorò sul magnetismo animale con l'ipnosi, poiché von Kleist avrebbe potuto ascoltare la sua storia medica nel 1807.
Ricerche più recenti si sono accentrate su un'altra paziente del dottor Gmelin, Charlotte Elisabethe Zobel (1774–1806).
Un ricercatore ha ipotizzato che von Kleist non si sia ispirato a una donna di Heilbronn, ma a alla cittadina di Stoccarda Carolina Johanna Christiana Scheffauer, nata Heigelin  (1768–1808).
Il ricercatore e direttore del Kleist-Archiv Sembdner, Günther Emig, interpreta il termine «invenzione» con il significato di «finzione», pertanto considera: per ragioni altrettanto inspiegabili come non si credeva all'affermazione del poeta, non si credeva nemmeno alla dichiarazione del ben informato testimone oculare Karl August Böttiger secondo il quale von Kleist scrisse "tutta la leggenda di Caterina come racconto popolare" dopo aver trovato un opuscolo che aveva comprato a una fiera.
Il fatto che questo opuscolo non sia stato ritrovato sino ad oggi non nega la sua esistenza, poiché la documentazione degli opuscoli di quel periodo è estremamente scarsa e incompleta negli archivi e nelle collezioni. Secondo Günther Emig potrebbe trattarsi di un foglietto con la storia di Griselda che Boccaccio racconta nel suo Decameron (10ª novella della 10ª giornata) e che ebbe larga diffusione nel corso dei secoli.
Reinhard Breymayer, studioso tedesco di formazione classico-filologica ed esperto di retorica, sottolinea che per Heinrich von Kleist «inventio» non significa semplicemente «finzione» ma piuttosto trovare la sostanza nella retorica. Breymayer ipotizza la possibile ispirazione di diversi personaggi femminili, come la principessa Antonia von Württemberg.

### La prova del fuoco
La prova del fuoco era un'ordalia medievale (o giudizio di Dio) intesa a mettere alla prova l'innocenza di un imputato nei casi giudiziari incerti. C'erano diversi tipi di prove del fuoco: camminare a piedi nudi sui carboni ardenti, tenere un pezzo di ferro caldo tra le mani o indossare una camicia immersa nella cera bollente. Chiunque riusciva a sopravvivere a una simile prova era considerato innocente. Erano comuni anche altre prove, in cui l'imputato con mani e piedi legati insieme veniva gettato in acqua. L'annegamento confermava l'innocenza dell'imputato, mentre la permanenza a galla confermava la sua colpevolezza e l'imputato veniva poi messo a morte.
Nel caso di Caterina di Heilbronn la prova del fuoco non si riferisce ad una prova vera e propria ma al fatto che la protagonista ritorna sana e salva dal castello di Thurneck in fiamme con l'aiuto di un angelo.

## Trama
Atto I - In una grotta della Corte segreta, illuminata da una lampada.
La prima scena inizia nella corte convocata segretamente in cui Teobaldo, un armaiolo della città di Heilbronn, accusa il conte von Strahl di aver stregato la giovane e bella figlia, Caterina. Caterina, dice l'armaiolo, mostra una "possessione innaturale" quando il conte von Strahl entra nella bottega, inchinandosi davanti a lui "come colpita da un fulmine". Caterina è anche accusata di aver seguito il conte e di essersi poi gettata da una finestra del secondo piano in sua presenza. Interrogata al liomite della persecuzione, Caterina confessa di non essere mai stata stregata. Lo stimato conte viene dichiarato non colpevole di aver importunato la figlia di Teobaldo e la corte respinge il caso contro di lui.
Atto II - Nella foresta davanti alla grotta della Corte segreta. Più tardi in montagna vicino alla capanna di un carbonaio.
All'inizio del secondo atto il conte von Strahl, con un monologo, desidera Caterina. Diventa sempre più evidente che non è in grado di agire in base ai suoi sentimenti, per la differenza delle loro classi sociali. Apprendiamo anche della nemica del conte, Cunegonda, le cui imminenti cause legali porterebbero via gran parte delle terre legittime di Strahl. L'ex corteggiatore di Cunegonda, Massimiliano, tuttavia, l'ha rapita. Strahl inconsapevolmente sconfigge il sequestratore di Cunegonda e la libera. Le regole dell'ospitalità dell'epoca richiedono che lui la inviti di nel suo castello, dopodiché lei viene a conoscenza di una premonizione. La premonizione indica che lui troverà la sua futura sposa nella figlia dell'Imperatore. Cunegonda, consapevolmente, si presenta come la donna profetizzata. Ben presto il conte pensa di fare di sposare Cunegonda.
Atto III - Eremo in una foresta di montagna. Più tardi al castello di Thurneck.
Caterina, vergognandosi, vuole entrare in convento nonostante le obiezioni di suo padre. In un ultimo tentativo di tenere la figlia fuori dal convento, Teobaldo le suggerisce di seguire il conte von Strahl. Il Ringravio, sentendosi tradito da Cunegonda, decide di attaccare il conte von Strahl. Attraverso una serie di eventi imprevisti Caterina intercetta i suoi piani di attacco e si precipita ad avvertire Strahl. Dopo il suo rifiuto di leggere la lettera minaccia di frustare Caterina per essere tornata. Alla fine Strahl legge la lettera e viene a sapere dell'attacco imminente. Dopo che i combattimenti si sono placati, Cunegonda vede un'opportunità per sbarazzarsi di Caterina e la manda in un edificio in fiamme per recuperare un quadro. Caterina, con l'aiuto di un angelo, fugge indenne dall'edificio.
Atto IV - In montagna, con cascate e un ponte. Più tardi al castello di Strahl.
Strahl insegue il Ringravio e Caterina li accompagna. Caterina si addormenta sotto un cespuglio di sambuco dove Strahl la interroga. Attraverso le domande scoprono di essersi già incontrati nei loro sogni. Il conte inizia quindi a rendersi conto che Caterina è la sua vera sposa profetizzata. Caterina incontra Cunegonda mentre fa il bagno ed è così scioccata da ciò che vede che non riesce a dire una parola. Cunegonda, scoperta, decide di far avvelenare Caterina.
Atto V - Città di Worms. Piazza antistante il castello imperiale, a lato un trono; sullo sfondo le barriere del giudizio di Dio. Più tardi in una caverna con vista sulla campagna. Infine la piazza con vista del castello e di una chiesa.
Strahl affronta l'Imperatore sulla validità della nobiltà di Caterina. In un monologo l'Imperatore confessa di essere il vero padre di Caterina. Strahl invita Caterina al suo matrimonio, ma improvvisamente Caterina scopre che è il proprio matrimonio. Sconvolta da questa svolta improvvisa degli eventi, Caterina sviene e lo spettacolo finisce nel disordine.

## Rappresentazioni
I primi due atti furono pubblicati separatamente sulla rivista Phöbus nei numeri 4-5 (aprile-maggio) e 9-10 (settembre-ottobre) del 1808.
L'opera fu rappresentata per la prima volta al Theater an der Wien di Vienna il 17-18-19 marzo 1810 e pubblicata a Berlino nello stesso anno.
Goethe, direttore del teatro di corte di Weimar, si rifiutò di rappresentarlo, definendolo «meraviglioso miscuglio di senso e non senso» e «di maledetta innaturalità».
La prima rappresentazione in Germania fu il 1º settembre 1811 al Sodenschen Theater di Bamberga, diretto da Franz von Holbein, e portata in scena da E. T. A. Hoffmann.
L'adattamento a cura di Franz von Holbein è stato pubblicato nel 1822 ed è stato rappresentato per 1.200 repliche.
Dopo Franz von Holbein, nel XIX secolo furono famosi gli adattamenti di Eduard Devrient (1852), di Heinrich Laube (1857), del Teatro di Corte di Meiningen (1879) e di Karl Siegen (1890). Particolare la versione di Inno Tallavania per il teatrino di carta, destinato ai bambini.
Das Käthchen von Heilbronn, Heilbronn, Kätchen-Festspiele, 3-15 settembre 1952, con Dorothea Mayer nel ruolo della protagonista.
Das Käthchen von Heilbronn oder die Feuerprobe, regia di Cesare Lievi, scene di Daniele Lievi, Basilea, Theater Basel, 30 novembre 1988, con Inka Friedrich nel ruolo della protagonista.

### Francia
- L'Ordalie ou la Petite Catherine de Heilbronn, adattamento di Jean Anouilh, regia di Jean Anouilh e Roland Piétri, Parigi, Théâtre Montparnasse, 30 settembre 1966. Con Caroline Cellier (Catherine).
- Catherine de Heilbronn, traduzione e regia di Eric Rohmer, Nanterre, Festival d'automne, 19 novembre 1979. Con Pascale Ogier (Catherine de Heilbronn) e Arielle Dombasle (Kunigunde de Thurneck).

### Italia
- Das Kätchen von Heilbronn, traduzione di Giorgio Zampa, regia di Luca Ronconi, scene di Arnaldo Pomodoro, Lago di Zurigo, 11 agosto 1972.[22]
- Caterina di Heilbronn, traduzione di Giorgio Zampa, regia di Massimo Castri, Brescia, Teatro Grande, 7 aprile 1981. Con Patrizia Zappa Mulas (Caterina) e Virginio Gazzolo (von Strahl).[23]
- Caterina di Heilbronn o La prova del fuoco, traduzione e regia di Cesare Lievi, Brescia, Teatro Grande, 3 dicembre 1997. Con Daria Lippi (Caterina) e Tommaso Ragno (Federico Wetter).[24]

## Fortuna dell'opera
La grande popolarità dell'opera nel XIX secolo portò a varie di forme di riconoscimento: dalle cartoline illustrate, come le figurine Liebig e le figurine Knorr, ai romanzi popolari come Das Kätchen von Heilbronn: romantische Erzählung di Robert Frankenburg (3.196 pagine e 100 illustrazioni in 8 volumi), che racconta la storia di una presunta ragazza borghese di Heilbronn, che in realtà è la figlia dell'imperatore, per raccontare la storia delle famiglie Rossitz e Warwand in lotta tra di loro (v. Die famiglia Schroffenstein di von Kleist).
La Käthchenhaus di Heilbronn, un edificio del XIV secolo che sorge sulla piazza del mercato, è così denominata dal 1843, dopo la pubblicazione dell'opera, e non ha nessun rapporto con l'opera di von Kleist.
La squadra femminile di Roller derby di Heilbronn si chiama S'Käthchen Roller Derby.

### Arte
Wilhelm Nerenz, Das Käthchen von Heilbronn, ciclo di 5 dipinti, olio su tela, 350 x 138 cm., 1836, Düsseldorf, Museum Kunstpalast.
Gottlieb Elster, Das Käthchen von Heilbronn, bassorilievo in bronzo, monumento a Heinrich von Kleist, 1910, Francoforte sull'Oder, Parco di St. Gertraudkirche.
Dieter Läpple, Käthchen, 1965, scultura in bronzo, Heilbronn, dal 2016 dietro Marrahaus.

## Adattamenti

### Opera lirica
- Das Käthchen von Heilbronn, libretto di Heinrich Bulthaupt, musiche di Carl Martin Reinthaler, Francoforte sul Meno, Oper Frankfurt, 8 dicembre 1880.[31]

### Musica per orchestra
- Das Käthchen von Heilbronn, Op.17, di Hans Pfitzner, 1905.[32]

### Televisione
- Catherine de Heilbronn, regia di Eric Rohmer (Antenne 2, 6 agosto 1980). Registrazione della versione teatrale.
- Das Käthchen von Heilbronn, regia di Jürgen Flimm (ZDF, 16 novembre 1980). Con Katharina Thalbach (Käthchen) ed Elisabeth Trissenaar (Kunigunde).
- Käthchens Traum, sceneggiatura di Stefan Dähnert, regia di Jürgen Flimm, trasmesso il 21 dicembre 2004.